# كاسكافل
كاسكافل هي بلدية في البرازيل، تتبع بارانا، بلغ عدد سكانها 286٬205  نسمة، في 2010، تبلغ مساحتها 2٬100٫831 كيلومتر مربع، رمزها البريدي هو 85816-000.

## الموقع
تشترك في الحدود مع:
- Santa Tereza do Oeste [الإنجليزية]‏
- Catanduvas, Paraná [الإنجليزية]‏
- Lindoeste [الإنجليزية]‏
- São Pedro do Iguaçu [الإنجليزية]‏.

## مدن توأم
المدن التوأم:
- كونسبسيون.

## أعلام
- رافاييل راتون
- سيديكوراي دي سوزا
- اليساندرو فيليبي اولتراماري
- مارلون كزافييه
- غوستافو مارمينتيني